# Malá dohoda
Malá dohoda (francouzsky Petite Entente, německy Kleine Entente, anglicky Little Entente, rumunsky Mica Antantă nebo Mica Înțelegere; srbsky, chorvatsky, slovinsky Mala Antanta/Мала Антанта, makedonsky Малка Антанта) bylo vojensko-politické spojenectví v letech 1921–1939 složené z Československa, Jugoslávie a Rumunska, výrazně podporované Francií.

## Charakteristika
Dohoda tvořila součást francouzského spojeneckého systému. Byla to typická francouzská diplomatická konstrukce dvojstranných vzájemných spojenectví.
Rozhodující úlohu hrála ČSR, jejíž kapitál se významně podílel na vyzbrojování rumunské a jugoslávské armády. Československý ministr zahraničí Edvard Beneš byl spolu s rumunským ministrem zahraničí Nicolaem Titulescu hlavním tvůrcem a představitelem Malé dohody.
Hospodářská spolupráce ČSR, Jugoslávie a Rumunska nepřekročila stádium dobrých úmyslů. Mimo několika úprav v oblasti dovozu nevznikly žádné konkrétnější hospodářské dohody, protože se zemědělské státy Jugoslávie a Rumunsko obávaly převahy průmyslového Československa.

## Cíl
Cílem Malé dohody bylo udržet pořádek ve střední a jihovýchodní Evropě daný výsledkem Pařížské mírové konference (1919–1920), zabránit obnově Rakouska-Uherska, anšlusu Rakouska a hlavně čelit maďarským snahám o revizi trianonského míru. Na území všech tří států se nacházely početné maďarské menšiny a Budapešť měla výrazný zájem o jejich začlenění a připojení ztracených území zpět. Signatáři dohody proto vystupovali proti všem snahám o znovuvytvoření habsburské monarchie na území Maďarska.
Ve skutečnosti byla Malá dohoda namířená i proti případným snahám Německa[zdroj?], ale současně i proti vlivu Sovětského svazu[zdroj?] a komunistickému hnutí ve střední a jihovýchodní Evropě (Cordon sanitaire). Malá dohoda se měla stát jedním z nejdůležitějších článků zabezpečujících francouzskou hegemonii v západní Evropě po první světové válce (československo-francouzská smlouva).

## Vývoj

### Právní základ
Základem Malé dohody byly dvoustranné vojenské smlouvy uzavřené mezi těmito státy v letech 1920–1921:
- 14. srpna 1920 – Československo a Jugoslávie
- 23. dubna 1921 – Československo a Rumunsko[3]
- 7. června 1921 – Jugoslávie a Rumunsko[3]

Tyto byly v roce 1922 doplněny třemi multilaterálními smlouvami o politické a hospodářské spolupráci (např. 31. srpna 1922 spojenecká smlouva). 26. listopadu 1925 státy Malé dohody podepsaly protokoly o možnosti přepravy vojenského materiálu přes své území. 13. května 1927 v Jáchymově a 20.–21. června 1928 v Bukurešti proběhly konference účastníků věnované rozvíjení hospodářských vztahů, bez výrazného výsledku.
V roce 1921 byla též uzavřena smlouva mezi Rumunskem a Polskem.[zdroj?] Francie usilovala, aby se Polsko stalo členem Malé dohody, to ale Československo z důvodu postupu Polska v otázce Těšínska odmítalo.
Po uzavření Locarnských smluv, kterými byla oslabena pozice Francie a jejích spojenců, uzavřela Paříž a státy Malé dohody zvláštní politické smlouvy (s Československem 25. ledna 1924, s Rumunskem 10. června 1926 a s Jugoslávií v roce 1927). Smlouva s Československem byla uzavřena ještě v rámci Locarnských smluv. 16. října 1925 přislíbila Francie Československu pomoc v případě napadení.
Dalším krokem k posílení Malé dohody měla být smlouva z 27. června 1930 kodifikující organizační praxi aliance (dohoda o pravidelném setkávání ministrů zahraničí členských států) a tzv. Organizační pakt Malé dohody, podepsaný 16. února 1933. Motivem byla hrozba nastupujícího nacismu v Německu a příprava tzv. paktu čtyř mocností z podnětu Itálie.
Na základě Organizačního paktu Malé dohody vznikly nové společné orgány:
- Stálá rada, složená z ministrů zahraničních věcí a zvláštních delegátů, jakožto orgán řídící společnou politiku na základě jednohlasně přijímaných rozhodnutí;
- Hospodářská rada, tvořená odborníky na otázky hospodářské, obchodní a finanční, působící jako poradní orgán Stálé rady.[5]

### Plány na rozšíření aliance
Francie se pokusila reagovat na vzrůstající ekonomickou sílu Německa snahou o hospodářskou spolupráci se státy střední Evropy. V březnu 1932 proto francouzská vláda vydala memorandum, tzv. Tardieův plán, pojmenovaný podle ministra zahraničí André Tardieua. Spoluautorem plánu byl také československý ministr zahraničí Edvard Beneš. Cílem tohoto ekonomického sblížení měl být vznik dunajské federace, jejímž základem by byly malodohodové státy a také Rakousko a Maďarsko. První pokus o zlepšení vzájemných vztahů s oběma těmito zeměmi však byl učiněn na půdě Malé dohody již v roce 1925, a to během konference Malé dohody v jugoslávském (dnes slovinském) městě Bled.
S Tardieovým plánem však nesouhlasily ostatní evropské velmoci a od jeho realizace bylo proto upuštěno. Myšlenka spolupráce a sbližování podunajských států ovšem nezapadla a ve 30. letech ji prosazoval například československý agrární politik a předseda vlády Milan Hodža.

### Vývoj před druhou světovou válkou a rozpad
Ohrožení států Malé dohody ze strany hitlerovského Německa a fašistické Itálie donutilo vlády Malé dohody k účasti na politice kolektivní bezpečnosti, jejímž iniciátorem byl Sovětský svaz. Roku 1933 podepsaly státy Malé dohody se Sovětským svazem a s Tureckem dohodu o definici agrese. Československo, Rumunsko a Jugoslávie se zúčastnily příprav tzv. východního Locarna, což měla být obdoba Locarnské dohody z roku 1925. Po neúspěchu tohoto plánu podepsalo Československo 16. května 1935 spojeneckou smlouvu se Sovětským svazem navázanou na francouzsko-sovětskou smlouvu.
Odklon Francie od politiky kolektivní bezpečnosti a politika ústupků západních mocností fašistickým mocnostem (appeasement) vedly k oslabení významu Malé dohody. Tu rovněž ničila hospodářská politika Německa, jemuž se podařilo ovládnout jugoslávské a rumunské hospodářství, neboť soustředilo ve svých rukách 40 % jejich importu. Obchodní politika Československa tomuto vývoji napomáhala zavedením vysokých dovozních cel na zemědělské výrobky.
V letech 1935–1939 v Jugoslávii a v Rumunsku sílil vliv nacistického Německa a fašistické Itálie. Postupně docházelo k celkové dezintegraci paktu. Rozpad Malé dohody fakticky začal tím, že:
- Jugoslávie začala uzavírat smlouvy s prorevizionistickými státy (jugoslávsko-bulharská smlouva o věčném přátelství z 24. ledna 1937, jugoslávsko-italská smlouva o neutralitě z 25. března 1937)
- Rumunsko odmítlo podepsat kolektivní pakt o vzájemné pomoci z roku 1937
- státy Malé dohody uzavřely pakt s Francií, navržený československou vládou
- Malá dohoda souhlasila s přiznáním stejných práv v oblasti zbrojení Maďarsku (srpen 1937)
- profašistická jugoslávská vláda prince regenta Pavla a ministerského předsedy Stojadinoviće mlčky souhlasila s anšlusem Rakouska

Poslední zasedání se konalo 21. srpna 1938 na Bledu. Po Mnichovské dohodě (29. září 1938) a změně československé politiky došlo k faktickému rozpadu Malé dohody. V lednu 1939 vypověděly Jugoslávie a Rumunsko oficiálně své spojenecké závazky.[zdroj⁠?!]

## Obranná politika

### Vojenské konvence
Spojenecké smlouvy v rámci Malé dohody byly doplněny konkrétními dvoustrannými vojenskými konvencemi, které stanovovaly vojenské síly pro případ války s Maďarskem. Československo je nejprve 2. července 1921 uzavřelo s Rumunskem a 31. července 1921 i s Jugoslávii. Nová jednotná vojenská konvence platná pro všechny tři státy byla přijata 14. září 1923. Podle ní měly proti Maďarsku nasadit jednotlivé státy tyto síly:
- Rumunsko a Jugoslávie po 72 praporech pěchoty, 90 bateriích dělostřelectva, 16 eskadronách jezdectva a 30 letadlech;
- Československo mělo poskytnout 66 praporů pěchoty, 90 baterií dělostřelectva, 16 eskadron jezdectva a 80 letadel.

Vzhledem k nárůstu maďarských vojenských kapacit a posilování jeho mezinárodního postavení byly tyto počty, na základě nové konvence z 11. května 1931, zvýšeny na 112 praporů pěchoty, 150 baterií dělostřelectva, 32 eskadron jezdectva a 120 letadel.

### Konference a spolupráce armád
Delegace generálních štábů Československa, Rumunska a Jugoslávie, se scházely na pravidelných konferencích v hlavních městech a projednávaly podrobnosti vzájemné spolupráce, tj. operační plány jednotlivých armád, plány materiální spolupráce nebo vybudování společné průmyslové základny. Ve 30. letech probíhaly tyto konference minimálně jednou ročně, přičemž se projednávala otázka války s Maďarskem v rámci velkého evropského konfliktu, v němž by každá z armád čelila i dalším protivníkům (v případě Československa například ještě Německu a Rakousku). Poslední jednání proběhlo v prosinci 1937 a řešilo scénář konfliktu, v němž by bylo Československo napadeno Německem, Rakouskem a Maďarskem, Jugoslávie Itálií, Rakouskem a Bulharskem a Rumunsko Bulharskem.
Kromě schůzek na nejvyšší úrovni vojenských a politických představitelů se rovněž realizovaly stáže vojáků či poznávací návštěvy. Československá armáda také využívala střelnici v jugoslávské Boce Kotorské. Oficiální snahy o sjednocení výzbroje spojeneckých armád sice nepřekročily stádium teoretických úvah, prakticky však díky velkým dodávkám zbraní z československých zbrojovek byla značná část jugoslávské a rumunské výzbroje i výstroje shodná s výbavou československé armády (například puška vz. 24 či lehký tank vz. 35, v Rumunsku označovaný jako R-2).

### Zánik spojenectví
Vzhledem ke zhoršení mezinárodního postavení Československa a hrozbě vypuknutí války s Německem se československé armádní velení rozhodlo na konci léta 1938 aktivovat spojenecké vztahy. Malodohodové státy, Rumunsko a Jugoslávie, se ale nehodlaly výrazně angažovat a uvítaly proto podepsání paktu o neútočení s Maďarskem. Po vyhlášení mobilizace dne 23. září 1938 byly připraveny československé vojenské mise ke spojencům. Jugoslávie se ovšem snažila vyvléknout ze svých závazků a jediným spojencem v rámci Malé dohody tak zůstalo Rumunsko, které poskytlo záruky v případě maďarského útoku na Slovensko a Podkarpatskou Rus. Po přijetí mnichovské dohody sice spojenecké smlouvy formálně nadále platily, ale kromě omezené spolupráce Rumunska ztratily svůj význam. Po okupaci zbytku Československa Německem dne 15. března 1939 a po bojích bývalých československých jednotek s maďarskými invazními vojsky na Podkarpatské Rusi dochází k definitivnímu ukončení spolupráce malodohodových armád.

## Galerie

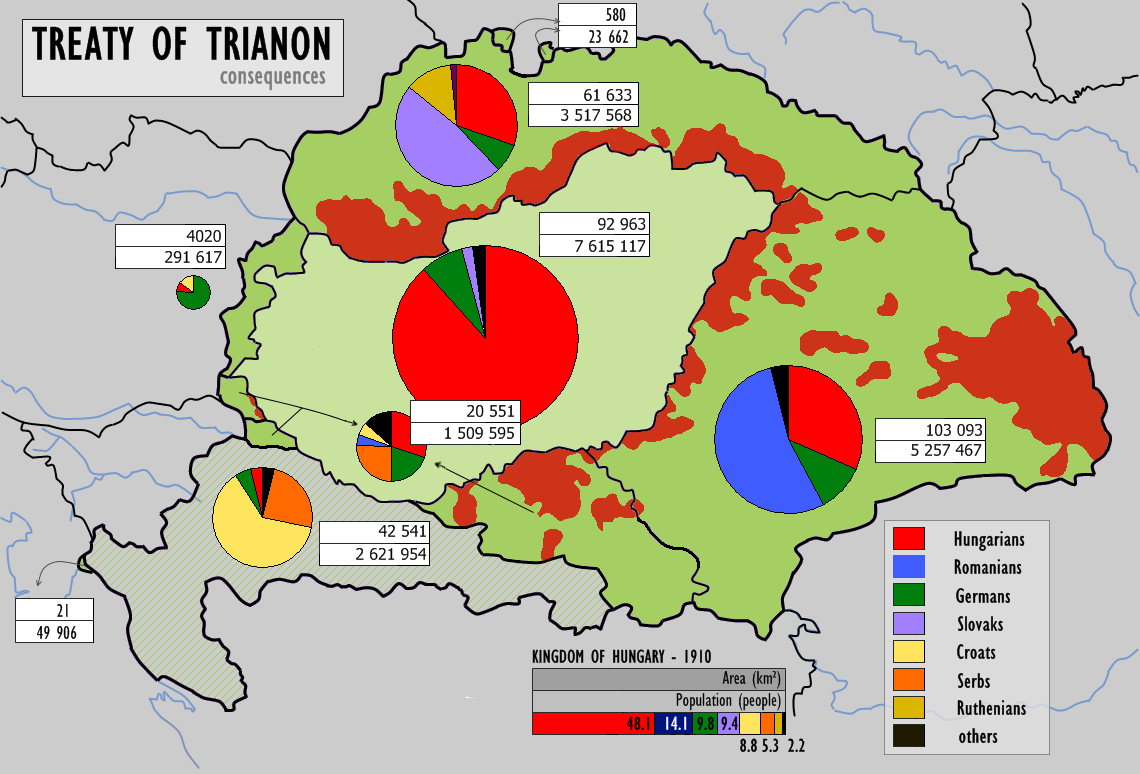
Maďarská diaspora v zemích Malé dohody
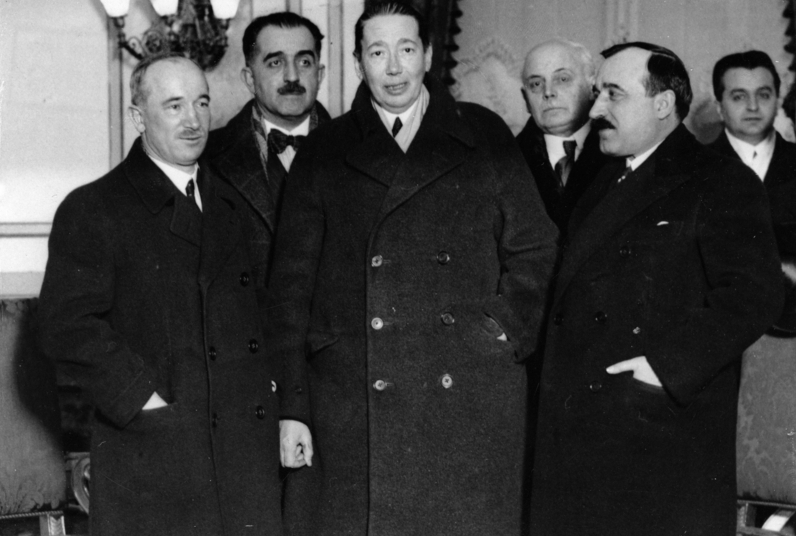
Edvard Beneš, Bogoljub Jevtić a Nicolae Titulescu
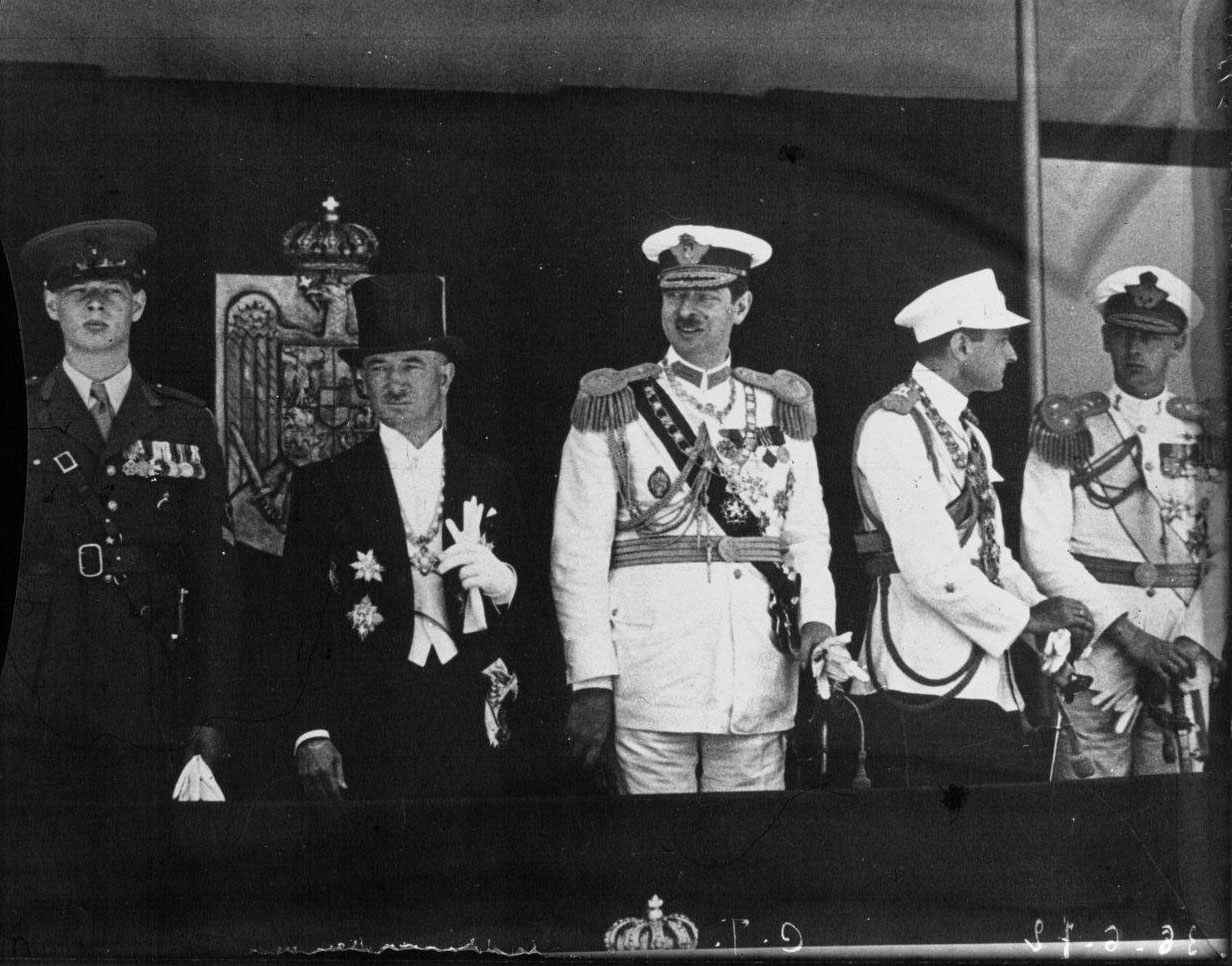
Sjezd představitelů zemí Malé dohody (1936)